# 1979 у футболі
Нижче наведені футбольні події 1979 року у всьому світі.

## Засновані клуби
- Шкендія (Македонія)

## Національні чемпіони
- Англія: Ліверпуль
- Аргентина: Рівер Плейт
- Бразилія: Інтернасьйональ
- Італія: Мілан
- Іспанія: Реал Мадрид
- Нідерланди: Аякс (Амстердам)
- Португалія: Порту
- СРСР: Спартак (Москва)
- ФРН: Гамбург